# Сиреневый бульвар (Санкт-Петербург)
Сире́невый бульвар — бульвар в Выборгском районе Санкт-Петербурга. Проходит от улицы Есенина до улицы Руднева в жилом районе Шувалово-Озерки.

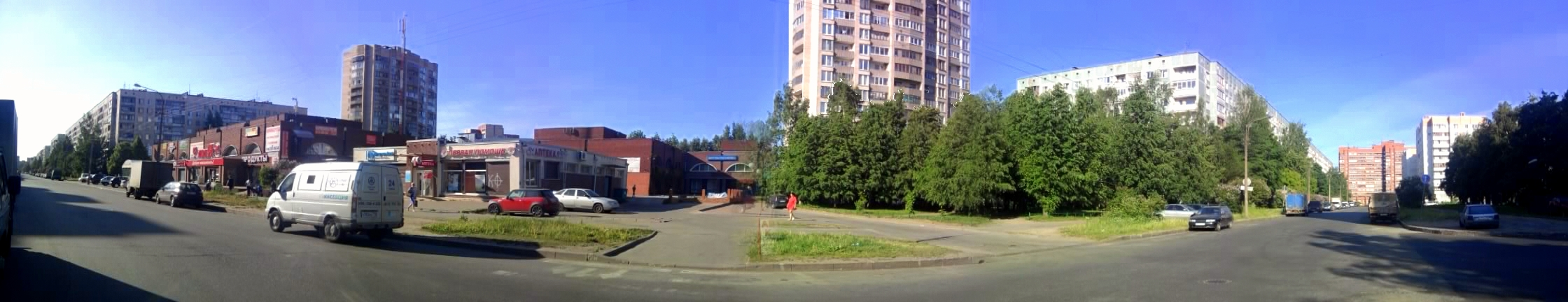
Панорама Сиреневого бульвара

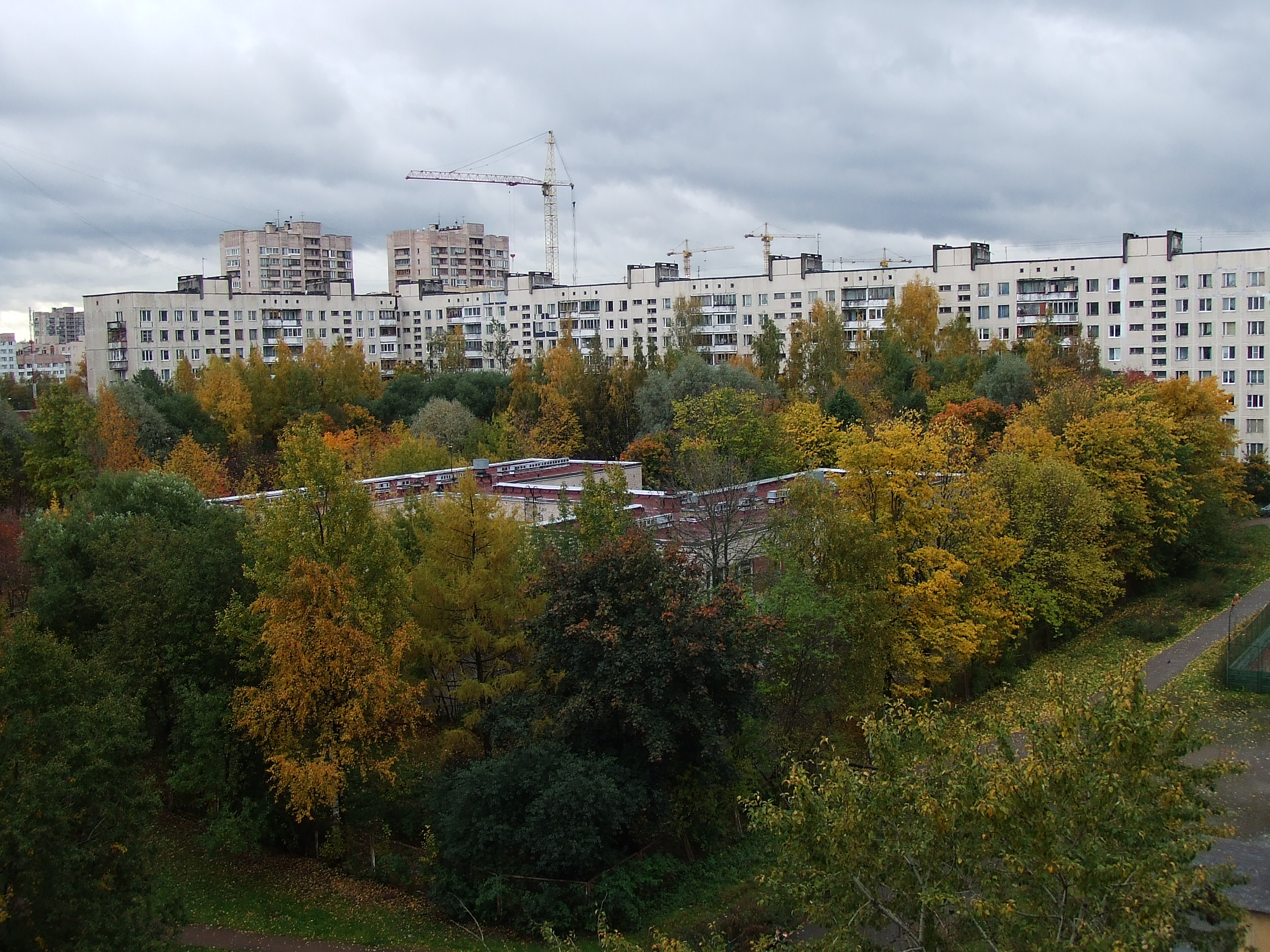
Двор на Сиреневом бульваре

## История
Название получил в 1974 году. В 1983—1990 годах назывался улицей Пельше.

## Пересечения
Сиреневый бульвар пересекает или граничит со следующими улицами:
- улица Есенина
- улица Ивана Фомина
- проспект Художников
- улица Кустодиева
- улица Руднева

## Транспорт
Ближайшая станция метро — «Проспект Просвещения»
По Сиреневому бульвару проходят трассы автобусных маршрутов №60, 178